# Ectoderma

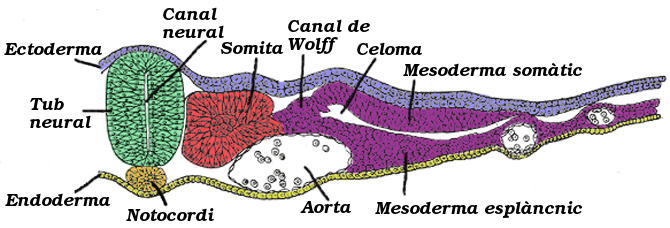
Esquema on s'hi veu l'ectoderma

L'ectoderma (del grec έξω [ecxo], «fora», i -δέρμα [-derma], «pell») (molt sovint mal anomenada ectoderm) és la capa germinativa que s'hi troba a l'exterior dels embrions dels metazous. Dona lloc a diverses estructures, com per exemple l'epidermis, la medul·la espinal o el tub neural (que més endavant formarà l'encèfal).